# لی یان‌فنگ
لی یان‌فنگ (به چینی: 李艳凤) زادهٔ ۱۵ مه ۱۹۷۹، یک ورزشکار پرتاب دیسک چینی است که توانست در رشتهٔ پرتاب دیسک نخستین عنوان جهانی را برای چین بدست آورد.
بهترین رکورد شخصی او ۶۷٫۹۸ متر بوده‌است که در ژوئن ۲۰۱۱ در شونبک به آن دست یافت. اما بهترین رکورد آسیایی در این رشته از آن زیائو یانلینگ است که برابر است با ۷۱٫۶۸ متر.